# Masahiro Tanaka
Masahiro Tanaka (jap. 田中将大 Tanaka Masahiro; ur. 1 listopada 1988) – japoński baseballista, który występuje na pozycji miotacza w New York Yankees.

## Nippon Professional Baseball
Tanaka zawodową karierę rozpoczął w wieku 18 lat w zespole Tohoku Rakuten Golden Eagles z Pacific League, w którym zadebiutował  29 marca 2007 w meczu przeciwko Fukuoka SoftBank Hawks, rozgrywając jedynie 1⅔ innigu, oddając 5 runów, 6 uderzeń i bazę za darmo. Pierwsze zwycięstwo w NPB zanotował 18 kwietnia 2007 zaliczając complete game shutout. W tym samym roku został pierwszym debiutantem w NPB od 1999 roku (po Daisuke Matsuzace), który został powołany do Meczu Gwiazd, będąc wybranym w drafcie po ukończeniu szkoły średniej. W lipcu 2007 zaliczył 100. strikeout w NPB i został najszybszym debiutantem od 1967 roku, który tego dokonał. W swoim pierwszym sezonie w NPB osiągnął bilans 11–7 przy ERA 3,83 i został wybrany najlepszym debiutantem w Pacific League.
22 czerwca 2008 w meczu między ligowym z Hiroshima Carp po raz pierwszy wystąpił jako reliever i zaliczył pierwszy w karierze save. W sierpniu 2008 wystąpił w na igrzyskach olimpijskich, gdzie rozegrał trzy mecze, a reprezentacja Japonii zajęła 4. miejsce.
W 2009 był relieverem w składzie reprezentacji Japonii na turnieju World Baseball Classic, na którym zdobył złoty medal. W 2011 po raz pierwszy otrzymał nagrodę Eiji Sawamura Award dla najlepszego miotacza w lidze.
W marcu 2013 został powołany na turniej World Baseball Classic, na którym reprezentacja Japonii zajęła 3. miejsce. W sezonie 2013 w NPB osiągnął bilans W–L 24–0 i 1,27 ERA, po raz drugi zdobył Eiji Sawamura Award i został wybrany najbardziej wartościowym zawodnikiem w Pacific League. Eagles zdobyli mistrzostwo tej ligi i zwyciężyli po raz pierwszy w historii klubu w Japan Series, pokonując Yomiuri Giants 4–3 w serii best-of-seven.

## Major League Baseball
W styczniu 2014 podpisał siedmioletni kontrakt wart 155 milionów dolarów z New York Yankees, mimo zainteresowania również ze strony Chicago Cubs, Chicago White Sox i Los Angeles Dodgers. W Major League Baseball zadebiutował 4 kwietnia 2014 w meczu przeciwko Toronto Blue Jays rozegranym na Rogers Centre, w którym zanotował zwycięstwo, zaliczył osiem strikeoutów, oddał sześć uderzeń i dwa runy. 14 maja 2014 w meczu Subway Series z New York Mets na Citi Field zaliczył pierwszy w MLB complete game shutout. Pierwszą porażkę w MLB zanotował 20 maja 2014 w spotkaniu międzyligowym z Chicago Cubs na Wrigley Field.
W lipcu 2014 po raz pierwszy otrzymał powołanie do Meczu Gwiazd MLB, jednak nie mógł w nim wystąpić z powodu kontuzji prawego łokcia. 29 września 2017 w meczu przeciwko Toronto Blue Jays ustanowił rekord kariery w MLB, zaliczając 15 strikeoutów.

## Nagrody i wyróżnienia
| Nippon Professional Baseball      | Nippon Professional Baseball       | Nippon Professional Baseball |
| --------------------------------- | ---------------------------------- | ---------------------------- |
| Nagroda/wyróżnienie               | Lata                               | Źródło                       |
| 6× All-Star                       | 2007, 2008, 2009, 2010, 2011, 2012 | [ 15 ]                       |
| MVP Pacific League                | 2013                               | [ 15 ]                       |
| Eiji Sawamura Award               | 2011, 2013                         | [ 1 ]                        |
| Pacific League Rookie of the Year | 2007                               | [ 15 ]                       |
| Major League Baseball             |                                    |                              |
| 2× All-Star                       | 2014, 2019                         | [ 12 ]                       |